# Daró
|  | No s'ha de confondre amb Riu Darro. |

El Daró és un riu de Catalunya de règim pluvial mediterrani que neix al massís de les Gavarres, a prop de Can Sitges i del coll del Matxo Mort, al vessant occidental del puig d'Arques, dins el terme de Cruïlles, Monells i Sant Sadurní de l'Heura. El seu recorregut inicial cap a l'oest gira vers el nord, recollint les aigües del sector de Montnegre i de Santa Pellaia, com la riera de Santa Àgata i el Ritort, entre altres torrents d'aquest sector de les Gavarres. Llavors el Daró es dirigeix a l'est, cap al Pla de Salelles, passant a pocs quilòmetres de Sant Sadurní de l'Heura, Sant Miquel de Cruïlles i Cruïlles. Aquest sector és de gran valor ambiental, amb espècies emblemàtiques com l'espinós. Poc després rep les aigües de la riera del Vilar per la dreta, entrant ja a la Bisbal d'Empordà, on es dirigeix al nord, travessant el nucli urbà. Passat Castell d'Empordà rep les aigües del Rissec per l'esquerra i de la riera de Vulpellac per la dreta, entrant de ple a la plana agrícola entre Matajudaica i Ullastret. Cap a Serra de Daró s'acosta al Ter, girant cap a l'est i seguint quasi en paral·lel al curs del Ter. A Gualta rep les aigües del Ter a través del rec del molí, i molt a prop el Daró es bifurca amb un canal artificial que en èpoques de crescudes desvia una part important del seu cabal cap al Ter, per evitar inundacions als camps de conreu. A partir de Gualta segueix la direcció sud-est, passant pel pla de Fontanilles, on es confon amb la Riera Grossa i la resta de canals i recs dels aiguamolls de Pals, que arriben a la Mediterrània formant les Basses d'en Coll.
Té un recorregut de 43 quilòmetres i recull les aigües d'uns 64 km² de superfície a les Gavarres. El cabal del Daró és molt variable i s'alternen períodes de secada amb altres en què circula aigua superficialment; també hi ha fortes avingudes irregulars. Durant l'estiatge bona part del riu queda completament sec, si bé en alguns trams s'hi mantenen gorgs inundats. A les parts altes del riu, dins del massís, hi ha diversos boscos de ribera, especialment freixenedes i vernedes. Més avall s'hi troben sargues i petits sectors amb aloc i tamariu.

## Afluents principals
- el Rissec[3]
- la riera del Vilar[4]
- la riera de Vulpellac[5]
- torrent del Raig[6]
- la riera de Cantagalls[7]
- la riera de Pastells o de Can Mercader[8]
- la riera Grossa de Pals

## Municipis que travessa
- Cruïlles, Monells i Sant Sadurní de l'Heura
- la Bisbal d'Empordà
- Corçà
- Parlavà
- Serra de Daró
- Gualta, al pas pel seu nucli passat l'antic pont es bifurca amb una canalització artificial que condueix part de les seves aigües cap al Ter, que passa ben a prop.
- Pals, mesclant-se amb recs i séquies, nodreix els aiguamolls de Pals, desguassant les seves aigües directament al Mediterrani prop del Mas Pinell.

## Fauna
La conca del Daró és l'hàbitat d'una gran varietat d'espècies animals: el blauet, la serp d'aigua o la llúdriga. Entre els invertebrats, destaquen l'espiadimonis i la damisel·la enguantada. Al curs mitjà i alt del riu hi ha onze espècies d'amfibis, sobretot al tram entre la Bisbal d'Empordà i el Molí d'en Frigola, a Cruïlles. Aquestes espècies són el gripau comú, el gripau corredor, el gripau d'esperons, el tòtil (Alytes almogaravii), el gripauet de punts, la reineta meridional, la granota verda, la salamandra, el tritó verd i el tritó palmat.
Pel que fa als peixos, s'hi poden trobar deu espècies: l'anguila, la bagra, el barb de muntanya, el peix sol, la carpa comuna, el carpí, l'espinós (Gasterosteus gymnurus) i el gardí. L'anguila, el barb de muntanya, la bagra, el barb comú i l'espinós són espècies autòctones. La resta són espècies introduïdes.